# 室井雅也
室井 雅也（むろい まさや、1997年5月12日 - ）は、日本のシンガーソングライター、作曲家、作詞家。兵庫県赤穂市生まれ。

## 来歴
ピアノ教室で講師を務める母親を持ち、幼少期よりピアノの教室に通うなど音楽に触れる生活を送る。中学生の頃、父親が持っていたアコースティック・ギターを譲り受け、ロックバンドのコピーや作曲などを始める。中学三年生の頃に、iPhoneのガレージバンドとMIDIキーボードを使い、初のオリジナル曲「君と僕の夏」を作曲。
高校生になり、インターネット上で活動する自主映画制作団体KIKIFILMに所属し、サウンドトラックの制作やオリジナル楽曲の制作などに励む。この時に映画監督松本花奈と交流。
2016年、大学進学に伴う上京を機に、シンガーソングライターとしての活動を開始。都内ライブハウスなどを中心にライブ活動を行いながら、楽曲の制作を進め、2017年1月に自身初となるシングル『A GIRL BY SEASIDE/ヒロインは君で』をリリース。同年8月に1st EP『Talkie』をリリース。人気グループYouTuber『アバンティーズ』企画の映画『スクールアウトサイダー』に書き下ろした『TRANSPARENT GIRL』などが収録される。
2018年春、自身の楽曲である「『ヒロインは君で』のミュージックビデオを制作し、渋谷スクランブルビジョンで放映する」という事務所・レーベル無所属のアーティストとして初の試みを目指し、クラウドファンティングを実施。目標額150万円に対し、141万円を獲得した。同年8月、先述のクラウドファンディングで調達した資金を元に、水溜りボンドのカンタを監督に迎え制作したMVが公開。同年9月に自身初の全国流通盤となる1st Album『hen』をリリース。
2019年7月に配信限定シングル『BLANK』をリリース。同年11月に自身初となるワンマンライブ『はじめまして、I』を青山・月見ル君想フにて開催し、盛況を収める。

## ディスコグラフィ

### シングル/EP
|                | 発売日        | タイトル                         | 収録楽曲                                          | 規格品番     |
| インディーズ   | インディーズ  | インディーズ                     | インディーズ                                      | インディーズ |
| -------------- | ------------- | -------------------------------- | ------------------------------------------------- | ------------ |
| 1st Single     | 2017年1月20日 | A GIRL BY SEASIDE/ヒロインは君で | 1. A GIRL BY SEASIDE 2. ヒロインは君で            |              |
| 1st EP         | 2017年8月23日 | Talkie                           | 1. Parallel Night 2. トーキー 3. TRANSPARENT GIRL | MMCP-0001    |
| Digital Single | 2019年7月31日 | BLANK                            | 1. BLANK                                          |              |

### アルバム
|              | 発売日        | タイトル     | 収録楽曲 | 規格品番     |
| インディーズ | インディーズ  | インディーズ | インディーズ | インディーズ |
| ------------ | ------------- | ------------ | --- | ------------ |
| 1st Album    | 2018年9月26日 | hen          | 1. A GIRL BY SEASIDE 2. ヒロインは君で 3. Parallel Night 4. トーキー 5. TRANSPARENT GIRL 6. 渚にて 7. 虚舟 8. 季節のグルーヴ 9. カナシズ | MMCPL-0002   |

### ミュージックビデオ
| 監督                   | 曲名                                 |
| 松本花奈               | 「A GIRL BY SEASIDE」                |
| スズキケンタ           | 「トーキー」                         |
| カンタ（水溜りボンド） | 「ヒロインは君で」「季節のグルーヴ」 |
| 安藤大悟               | 「カナシズ」「BLANK」                |

## タイアップ
| 曲名             | タイアップ                                                                                             |
| ---------------- | --- |
| ヒロインは君で   | アバンティーズ制作ドラマ「ペンは権よりもツヨシ」主題歌                                                 |
| TRANSPARENT GIRL | アバンティーズ制作映画「スクールアウトサイダー」主題歌（室井自身はこの映画の企画段階から携わっている） |